# Do Me, Baby
Do Me, Baby è un singolo del cantante statunitense Prince, pubblicato come terzo estratto del quarto album in studio dell'artista Controversy.

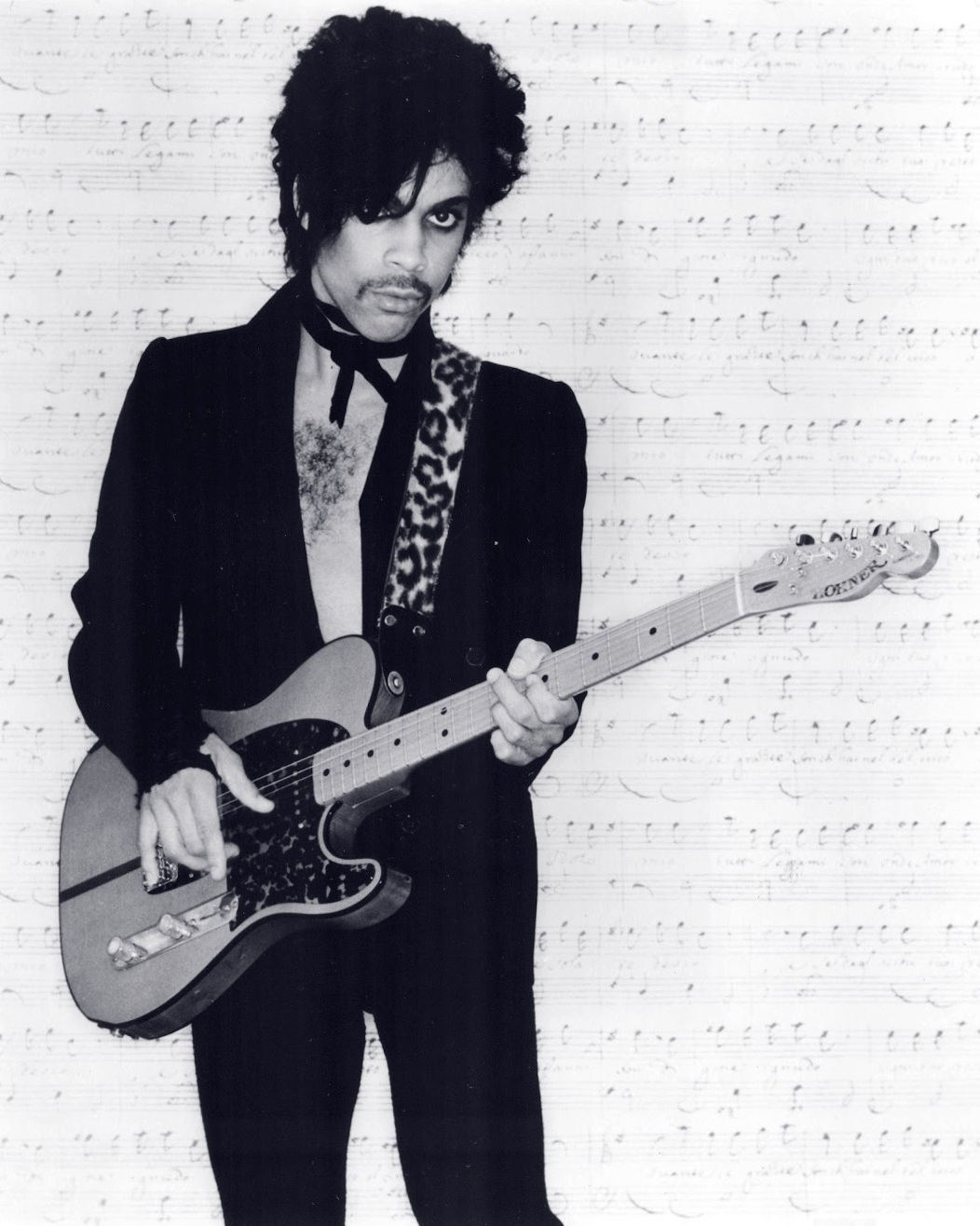
Prince in una foto scattata nel 1981 per promuovere il suo nuovo album Controversy, da cui è tratta la canzone

## Descrizione
Pubblicata come singolo il 16 luglio 1982, la canzone è una ballata con note funk, soul, R&B e a tratti anche pop rock.
Sebbene spesso venga accreditata come scritta da Prince, Do Me, Baby probabilmente venne scritta dall'ex bassista e amico d'infanzia dell'artista, André Cymone.
La canzone sarebbe stata successivamente inclusa nella compilation/greatest hits di Prince The Hits/The B-Sides, del 1993.

## Formazione
Fonte: Guitarcloud.
- Prince – voce solista e cori, pianoforte a coda elettrico, basso, batteria

## Tracce
1. Do Me, Baby – 3:57
2. Private Joy – 4:25

## Cover
Nel 1986, la cantante R&B Meli'sa Morgan realizzò una cover della canzone, che raggiunse la posizione n°46 della Billboard Hot 100, e addirittura la prima della classifica, sempre Billboard, Hot R&B/Hip-Hop Songs.

## Nella cultura di massa
La canzone accompagna la scena iniziale del film del 2007 Rush Hour - Missione Parigi, con il personaggio comico di Chris Tucker che la canta in maniera stonata sul posto di lavoro, mentre dirige il traffico e balla improvvisando alcune movenze di Michael Jackson.